# Real Madrid 5–3 Santos (1959)
Real Madrid 5–3 Santos foi uma partida amistosa realizada no dia 17 de junho de 1959. 
Foi o único confronto entre as melhores gerações de duas das equipes listadas entre as maiores do século XX. Também foi o único duelo entre Alfredo Di Stéfano e Pelé.

## Pré-jogo
O amistoso foi realizado duas semanas depois do Real Madrid conquistar o seu quarto título europeu. O Santos era o atual campeão paulista e estava excursionado pela Europa. Na excursão, o Santos havia vencido 11 de 13 jogos. Nas últimas três partidas, a equipe paulista havia aplicado 6 a 0 no Hamburgo, que viria a conquistar o título alemão daquele ano, 7 a 1 no Hannover e 5 a 0 no Twente. Arrasador, o Santos acumulava um 18 a 1 em um escore agregado nos últimos três jogos.
A partida foi dedicada em homenagem a Miguel Muñoz, que estava encerrando sua carreira. A crônica espanhola vendeu o duelo como um confronto entre Alfredo Di Stéfano, que tinha 32 anos e era considerado o maior jogador atuando no futebol europeu, e o jovem Pelé, de 18 anos, que havia encantado o mundo com sua atuação na Copa do Mundo FIFA de 1958. 
Hospedada no antigo hotel Alexandra, a delegação santista foi recebida com festa e cercada de expectativas na capital espanhola. No entanto, o técnico Lula não queria que seu time se deixasse levar pelo clima de oba-oba. Impondo rígida concentração, explicava aos atletas a necessidade de fazer marcação individual sobre o craque adversário. “Foi recomendado que tivéssemos cuidado com o ataque do Real Madrid, principalmente com o Alfredo Di Stéfano. O time deles era quase perfeito”, relembra Pelé. O Jornal dos Sports no dia anterior à partida chamou o duelo de "autêntica final de campeonato mundial de clubes". Diante da expectativa que o jogo criou, o Santos solicitou arbitro neutro; assim foi designado o holandês Leo Horn.

## O jogo
Logo aos 10 minutos, Pelé acertou um chutaço de fora da área e abriu o marcador para os visitantes. Porém, envolvidos pelas movimentações ofensivas do Real, em 20 minutos o conjunto praiano sofreu três gols do atacante Enrique Mateos, que ofuscou as estrelas em campo ao aproveitar três assistências preciosas de Alfredo Di Stéfano. No segundo tempo, os brasileiros reagiram com Pepe, em violenta cobrança de um pênalti sofrido por Pelé. Administrando a vantagem, os donos da casa voltaram a ampliar com Ferenc Puskás, mergulhando de peixinho para testar a bola dentro da área. Em jogada de Pelé, o camisa 10 chutou forte, o goleiro espalmou e o rebote ficou com Coutinho, 16 anos recém-completados, que empurrou para as redes e diminuiu.
Aos 38 minutos, Di Stéfano distribuiu sua última e quarta assistência no jogo. Avançou pelo meio e descolou um passe milimétrico nos pés de Gento, que fechou o placar.

## Pós-jogo
Após a partida, o treinador do Real Madrid, Luis Carniglia, elogiou Pelé: "Pelé mostrou uma grande facilidade de chutar e muita malícia, malandragem. Ele carrega a bola muito bem e infiltra perigosamente. Mas foi muito bem marcado”.  O então presidente do clube merengue, Santiago Bernabéu, passou pelo hotel Alexandra para visitar a delegação santista, mas, embora encantado com o futebol de Pelé, concluiu que ele ainda era muito jovem.
Já para o Marca, o confronto demonstrou que Alfredo Di Stéfano era o melhor jogador do mundo. O jornal descreveu o "grande trabalho de Alfredo Di Stéfano, um maestro de orquestra inteiro, capaz de literalmente destruir um rival lento e pretensioso." A conclusão em Madri foi que Santos tinha quatro grandes atacantes (Pepe, Pelé, Pagão e Coutinho), mas uma defesa incrivelmente lenta e fraca. E Pelé era uma grande promessa, embora muito individualista. Diferente de Alfredo Di Stéfano. “No Santos, o time joga para o Pelé. No Madrid, Alfredo Di Stéfano joga para o time”, analisou Agustín Gaínza.
O treinador do Vasco da Gama, Gradim, testemunhou a partida e deixou suas impressões: "Estou convencido de que Alfredo Di Stéfano é, de fato, um crack extraordinário. Não tenho visto melhor. Pena que esteja perdendo o gás. As pernas já não mais ajudam. (...) Assim, completo, que me lembre só Leônidas da Silva". Gradim confessa que nunca tinha visto o argentino jogar: "E, temia, francamente, que se apagasse sem poder admirá-lo. Mas contra o Santos foi perfeito. Alfredo é o que se pode classificar de jogador completo. Gênio. Tem tudo. Tudo faz com a cautelosa experiência que os anos lhe deram. É um talento soberbo. Encantou-me.". Sobre o jogo, lamentou: "Pena que o Santos não houvesse feito nada no primeiro tempo. No segundo acordou, mas já era tarde demais.".
O Jornal dos Sports em sua crônica pós-jogo ressaltou que "foi um grande jogo" e "mesmo o Santos, que perdeu a partida, ganhou palmas e deixou o campo sem diminuir o prestígio do futebol brasileiro". O jornal carioca concordou que a diferença esteve na defesa: "Iguais num balanço teórico poderiam considerar-se os dois ataques. Mas as defesas são muito desiguais". O jornal continua: "O Real possui Domínguez, grande goleiro argentino, e Santamaría, famoso stopper uruguaio. (...) Em contrapartida a defesa do Santos é pouco mais do que aceitável.".
Pepe reconhecia as deficiências defensivas do Santos, mas atribuía ao estilo da equipe: "Olha, o Santos era assim mesmo. Tinha uma ataque espetacular e uma defesa mais fraca. A gente marcava muitos gols e sofria muitos também. Nesse jogo, o Pavão, nosso zagueiro, sofreu muito com o Gento. Deve ter sonhado com ele. O cara era um inferno. E tinha ainda o Ferenc Puskás, que entrou depois". No entanto, a fragilidade defensiva da equipe brasileira era notada também por Vicente Feola, que devido à segurança tática, preferia Zagallo à Pepe na seleção.
O jornal ABC descreveu em sua manchete: "Fácil e justa vitória do Real Madrid sobre o Santos (5 a 3) em partida em homenagem a Munoz". Para a crônica do jornal, "a velocidade dos campeões europeus se impôs ao lento virtuosismo dos brasileiros". O jornal provocou: "Esse 5-3 adverso que sofreu a grande equipe brasileira causará sensação profunda em seu país. No Rio de Janeiro, se dizia que o alto valor que o Real Madrid cobrava para seus amistosos era nada mais que um procedimento para esconder seu medo de sofrer uma grande derrota no Maracanã. É possível que as notícias da derrota contundente do Santos F. C. forcem os brasileiros a reiterar sua opinião arrogante.". O jornal concluiu: "O Santos F. C. perdeu a partida por apenas uma, mas suficiente, causa. Porque ele jogou com uma cadência lenta, majestosa, muito técnica, mas pouco vibrante, e contra o Real Madrid não se pode jogar assim. Mais de uma vez dissemos que o campeão europeu tem um calcanhar de aquiles. O dardo que pode machucar aquele calcanhar aquilino do Real Madrid é a velocidade. É possível derrotar o Real Madrid ultrapassando-o em velocidade, impondo um ritmo muito vivo. Se ao Real Madrid se lhe permite jogar em sua cadência peculiar, o campeão terminará com a vitória.".
Os jogadores do Santos culparam a maratona de jogos pela derrota. Foram 14 jogos em 25 dias em seis países diferentes. Por outro lado, o Real Madrid havia conquistado a Taça dos Clubes Campeões Europeus de 1958–59 duas semanas antes e ainda estava de ressaca do título, razão que fez Ferenc Puskás começar no banco.

## A revanche
Os jogadores do Santos alegaram que tentaram uma revanche, mas a equipe espanhola alegou sempre problemas de calendário. Em 1965, as duas equipes participaram de um quadrangular em Buenos Aires, mas o Real Madrid desistiu de disputar a final e abriu mão do troféu para o Santos. Assim Pelé declarou: “Nessa época, o Santos provou que era melhor time que o Real. Com todo o respeito, o que aconteceu na Espanha foi um acidente”.
Porém, o Real Madrid de 1965 já não contava com Di Stéfano e a maior parte do elenco campeão dos anos 50. Para muitos aquele Real Madrid terminou em 1960.
Assim, embora tenham sido contemporâneos, o Real Madrid de Alfredo Di Stéfano e o Santos de Pelé eram de gerações diferentes e não alcançaram o auge ao mesmo tempo. O auge do Real Madrid de Alfredo Di Stéfano é considerado entre 1955 e 1960 no pentacampeonato da Liga dos Campeões da UEFA. Já o auge do Santos de Pelé é considerado entre 1961 e 1965, quando a equipe brasileira conquistou nove títulos em sequencia, com o ciclo se encerrando no brasileiro de 1966 conquistado pelo Cruzeiro.
Alfredo Di Stéfano e Pelé não voltariam mais a se enfrentar. Ambos estavam na Copa do Mundo FIFA de 1962, quando o Brasil e a Espanha caíram na mesma fase na chave de grupos. Mas Pelé se contundiu na segunda partida (as duas equipes se enfrentaram no último jogo da fase de grupos) e Di Stéfano, lesionado, não atuou em nenhum jogo do mundial.

## Partida
| 17 de junho de 1959 | Real Madrid                                                  | 5 – 3     | Santos                             | Estádio Santiago Bernabéu, Madrid     |
| 19:45 (UTC+1)       | Enrique Mateos 15', 17', 38' · Ferenc Puskás 57' · Gento 83' | Relatório | Pelé 10' · Pepe 54' · Coutinho 70' | Público: 70 000 Árbitro: HOL Leo Horn |

| Real Madrid | Santos |

| REAL MADRID:   |    |                    |     |     |
|                |    |                    |     |     |
| G              | 1  | Javier Berasaluce  |     |     |
| Z              | 15 | Marquito           | 74' |     |
| Z              | 19 | Santamaría         |     |     |
| Z              | 3  | Pedro Casado       |     |     |
| M              | 23 | Santisteban        |     |     |
| V              | 5  | Ruiz               |     |     |
| V              | 6  | Gento              |     |     |
| M              | 12 | Enrique Mateos     | 54' |     |
| M              | 21 | Luis del Sol       |     |     |
| A              | 9  | Alfredo Di Stéfano |     |     |
| A              | 17 | Agustín Gaínza     |     |     |
| Substituições: |    |                    |     |     |
| M              | 7  | Atienza II         | 74' |     |
| A              | 8  | Ferenc Puskás      |     | 54' |
| Treinador:     |    |                    |     |     |
| Luis Carniglia |    |                    |     |     |

| SANTOS:        |    |                |     |     |
|                |    |                |     |     |
| G              | 1  | Lalá           |     |     |
| LD             | 2  | Getúlio        |     |     |
| Z              | 4  | Pavão          |     |     |
| Z              | 5  | Dalmo          |     |     |
| LE             | 12 | Ramiro Valente |     |     |
| V              | 14 | Zito           |     |     |
| M              | 19 | Álvaro Valente | 90' |     |
| M              | 8  | Pepe           |     |     |
| A              | 10 | Pelé           |     |     |
| A              | 9  | Pagão          |     | 25' |
| A              | 7  | Dorval         |     |     |
| Substituições: |    |                |     |     |
| A              | 11 | Afonsinho      |     | 90' |
| A              | 21 | Coutinho       |     | 25' |
| Treinador:     |    |                |     |     |
| Lula           |    |                |     |     |